# Stigmaphyllon bannisterioides
Stigmaphyllon bannisterioides är en tvåhjärtbladig växtart som först beskrevs av Carl von Linné, och fick sitt nu gällande namn av C. Anderson. Stigmaphyllon bannisterioides ingår i släktet Stigmaphyllon och familjen Malpighiaceae. Inga underarter finns listade i Catalogue of Life.